# Giáo hoàng đối lập Calixtô III
Callixtus hoặc Callistus III (chết trước ngày 19 Tháng 10 năm 1183) là một giáo hoàng đối lập từ tháng 9 năm 1168 đến ngày 29 tháng 8 1178.
Tên thật của ông là Giovanni và đã từng giữ chức tu viện trưởng của Struma. Ngay từ rất sớm ông đã tỏ ra là một người ủng hộ mạnh mẽ Frederick Barbarossa. Ông cũng tham gia vào cuộc bầu chọn giáo hoàng đối lập Victor IV, người đã đặt ông làm hồng y giám mục giáo phận Albano.
Ông được lựa chọn là người kế nhiệm của Giáo hoàng Paschal III bởi một số ít các tân hồng y ly giáo. Callixtus chủ yếu giữ vai trò như một con bài mặc cả của Frederick trong cuộc thương thảo với Alexander III, và ông chỉ có ý nghĩa cai trị về mặt địa lý. Ông sống ở Viterbo.
Frederick, sau khi trở thành một nhà chính trị thực sự, sau sự thất bại của Legnano đã chuyển sang ủng hộ Giáo hoàng Alexander, và tại hiệp ước Hòa bình 1177 ở Venice đã tuyên bố từ bỏ vị trí của mình vào ngày 29 Tháng Tám 1178. Callixtus cuối cùng cũng phải chấp nhận hoàn cảnh và thần phục Alexander trong tháng 8 năm 1178. Sau đó ông được đặt làm hiệu trưởng của Benevento, nơi ông qua đời vài năm sau đó.
Ngoài ra còn có một vị Giáo hoàng cũng có tên này là Giáo hoàng Callixtus III.